# Lindenthaler Kanal

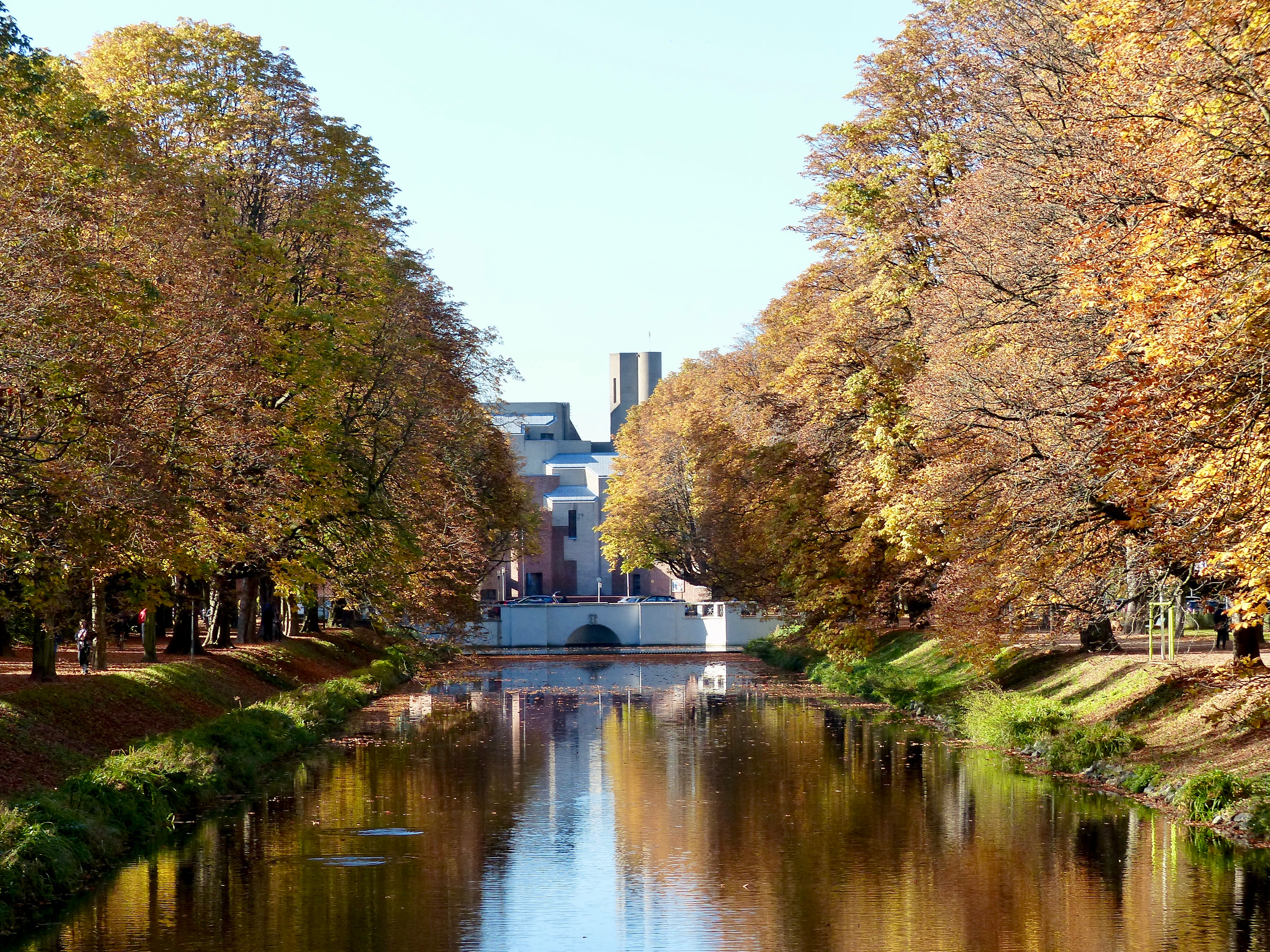
Lindenthaler Kanal, Abschnitt Clarenbachkanal mit der Kirche Christi Auferstehung

Der Lindenthaler Kanal (auch Lindenthaler Kanäle) mit seinem beiderseitigen Begleitgrün ist eine radiale Verbindung zwischen dem inneren und dem äußeren Kölner Grüngürtel. Er verläuft in Köln-Lindenthal und wird ab dem Italienischen Kulturinstitut an der Universitätsstraße beziehungsweise dem Danteweg von der Clarenbachstraße und dem als Fußweg weitergeführten Danteweg und im zweiten Teil nach der Brucknerstraße beidseitig von der Rautenstrauchstraße begleitet. Die Gestaltung des Kanals wurde 1925 durch Gartenbaudirektor Fritz Encke auf der Grundlage des Generalbebauungsplans von Fritz Schumacher aus den Jahren 1920 bis 1923 umgesetzt.

## Allgemein
Der Kanalabschnitt Clarenbachstraße liegt in der verlängerten Ost-West-Achse des Aachener Weihers und führt zur Kirche Christi Auferstehung, die vom Architekten Gottfried Böhm entworfen wurde. Dieser Teil der Kanalanlage, der auch als Clarenbachkanal bekannt ist, ist schon zur Entstehungszeit mit Rosskastanien bepflanzt worden, die heute eine ausladende Allee bilden. Die Verbindung zu der versetzt angeordneten Kanalanlage an der Rautenstrauchstraße bildet die Brucknerstraße mit der Liebfrauenschule Köln, die als Fußweg zum Karl-Schwering-Platz mit dem Apostelgymnasium und verschiedenen Grünräumen wie einem Rosengarten, einem Sandspielplatz und einem zur Dürener Straße führenden geometrischen Platzteil weitergeführt wird.

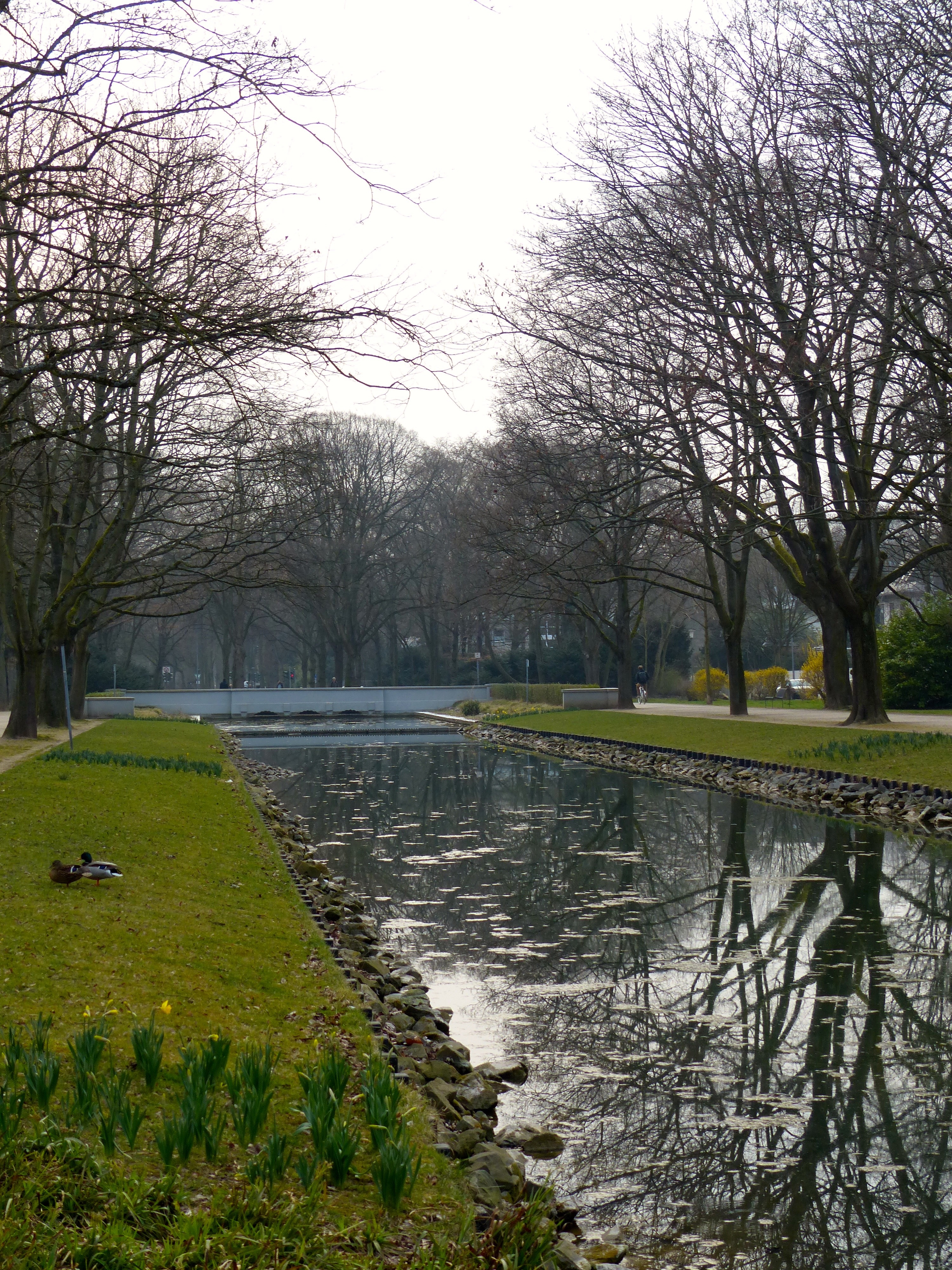
Lindenthaler Kanal: Abschnitt Rautenstrauchkanal

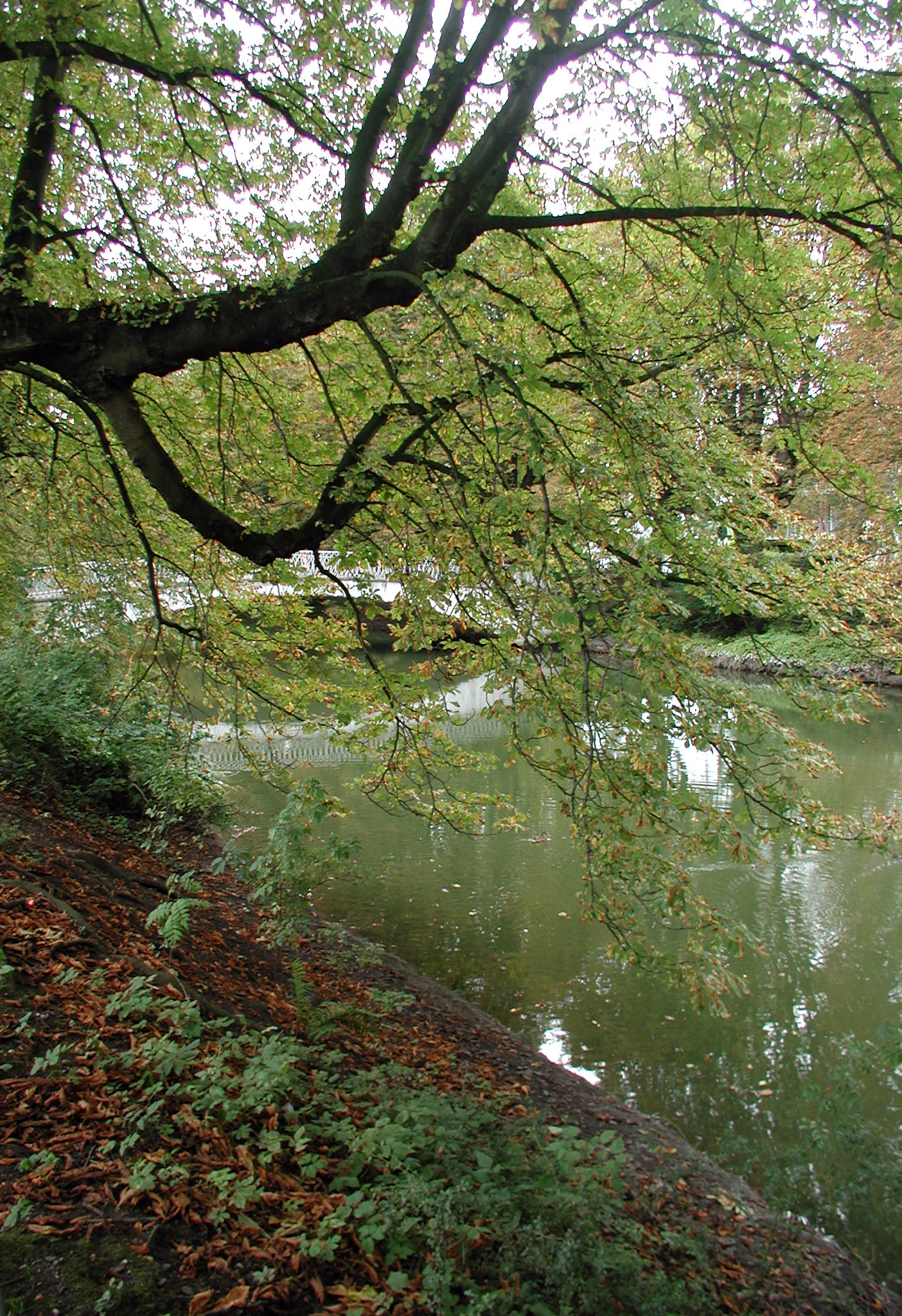
Kanal an der Clarenbachstraße
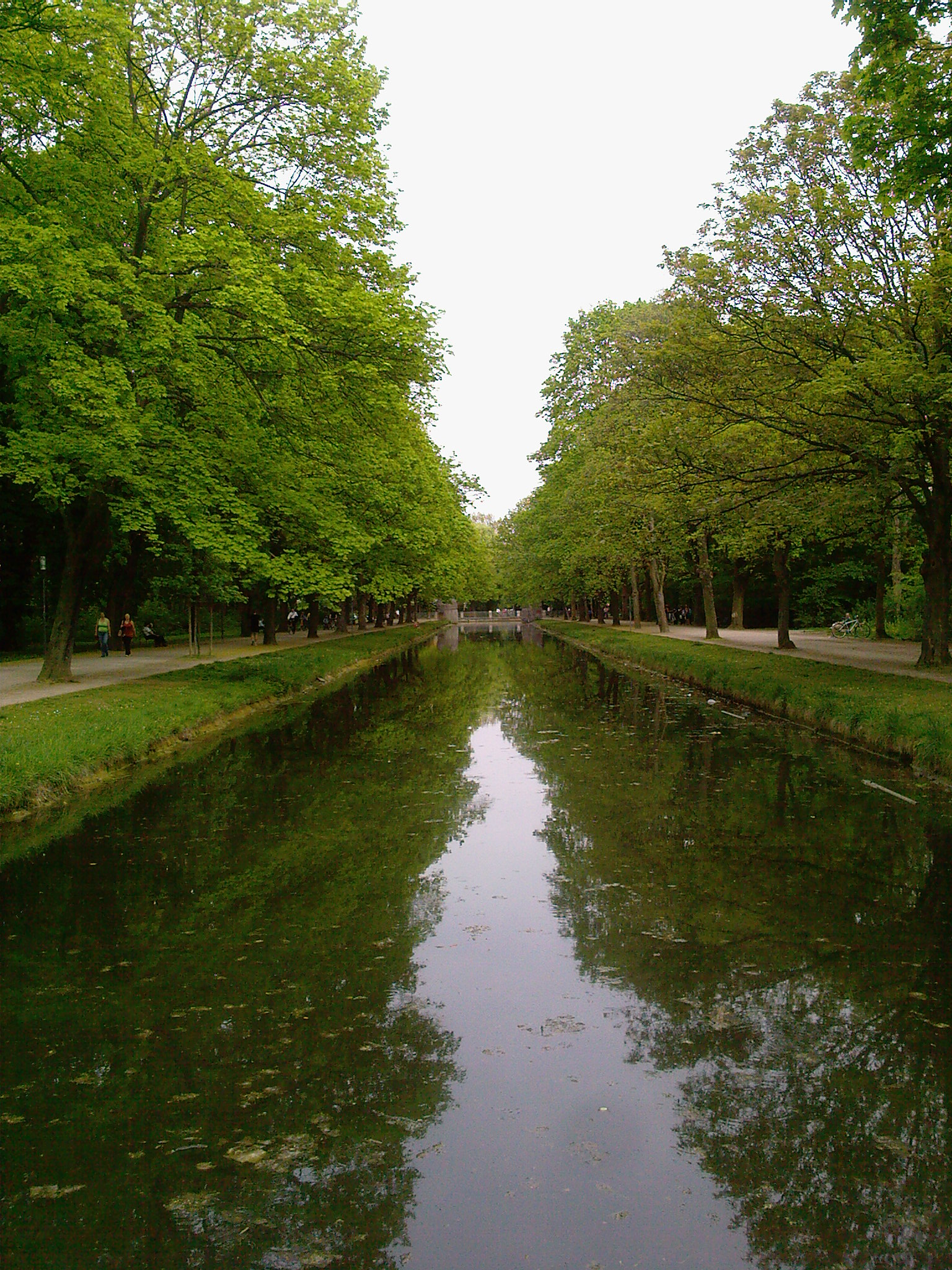
Blick in Richtung Aachener Weiher
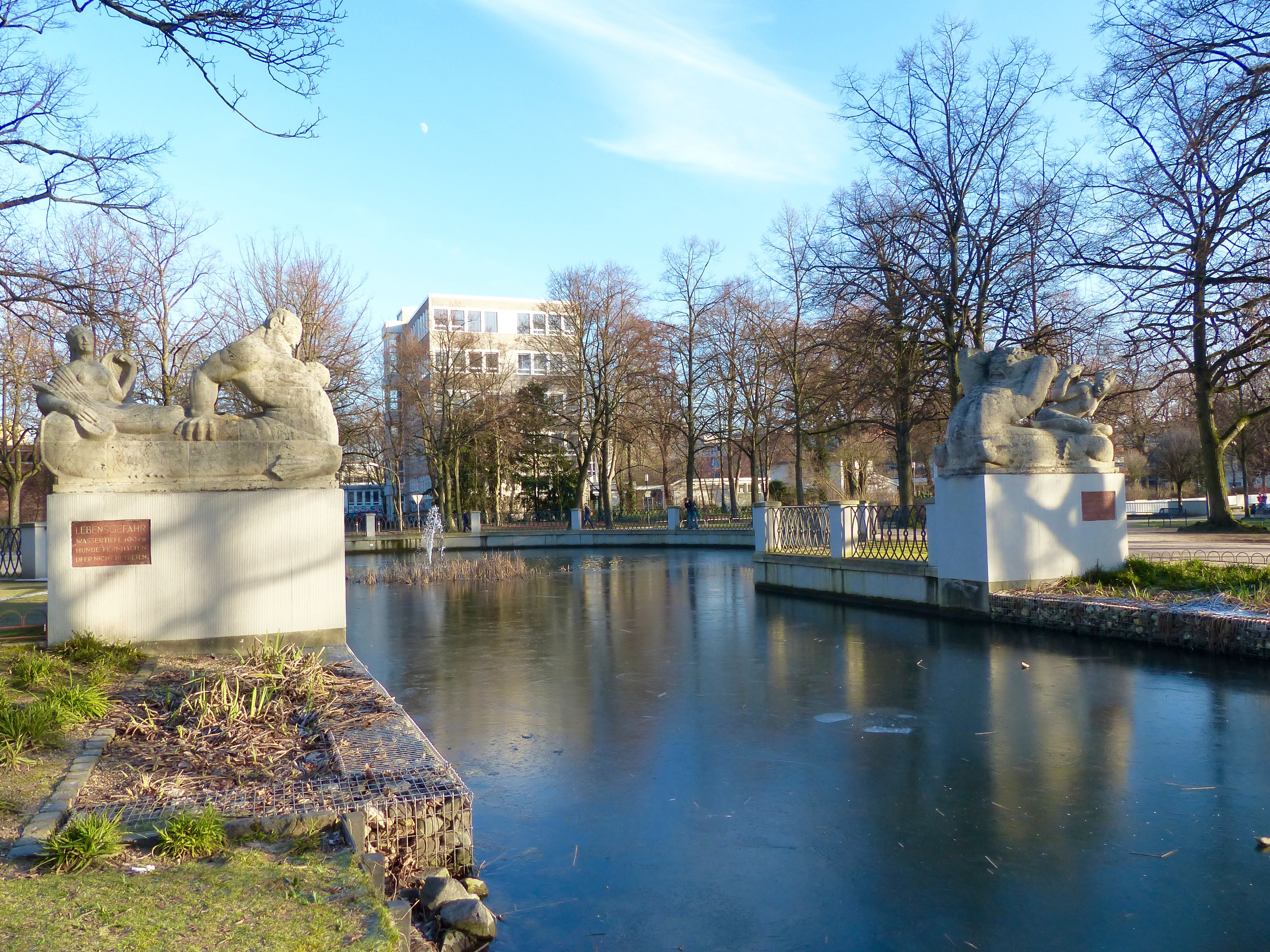
Kentaur und Najade
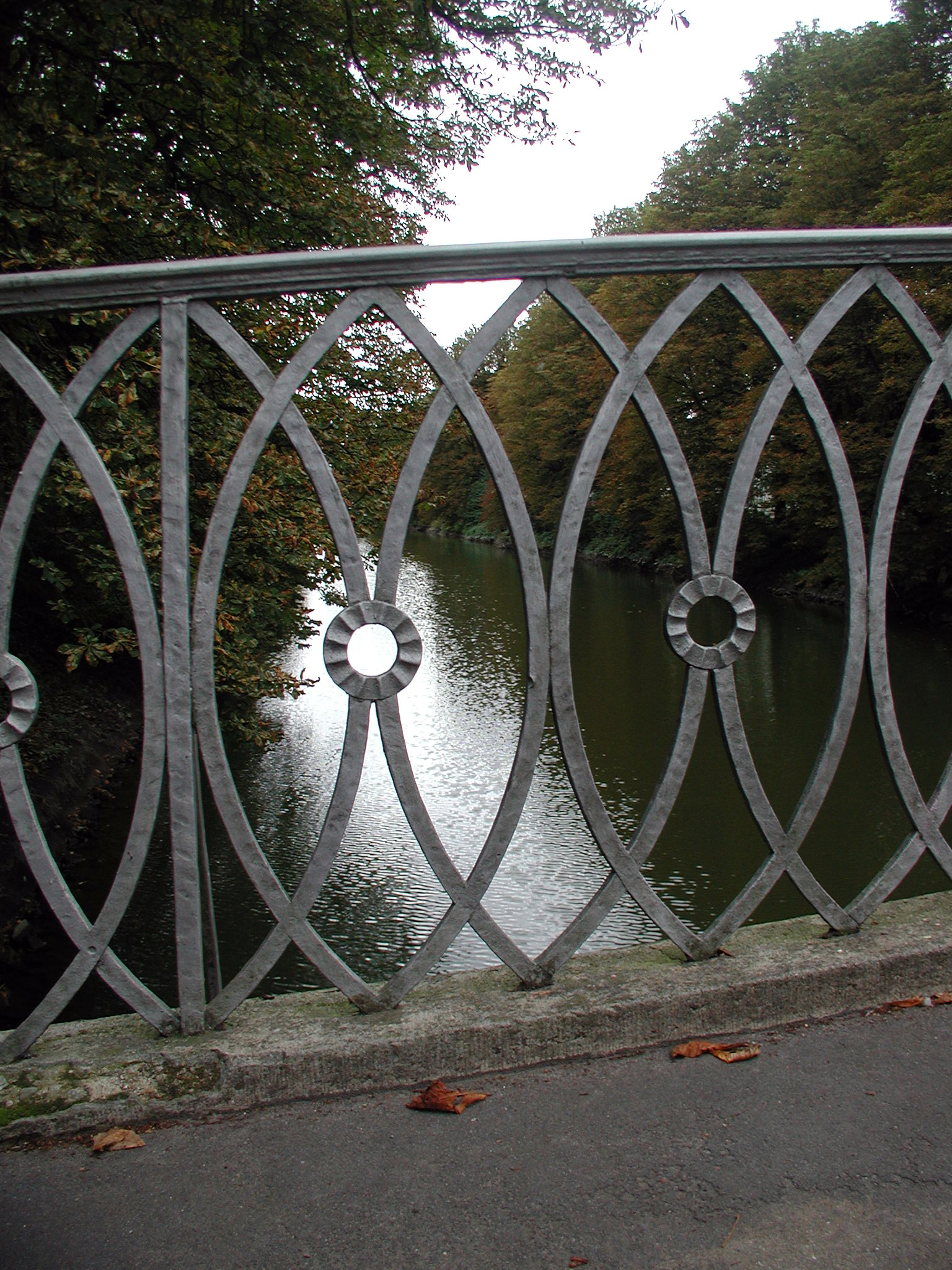
Brücke am Abschnitt Clarenbachstraße
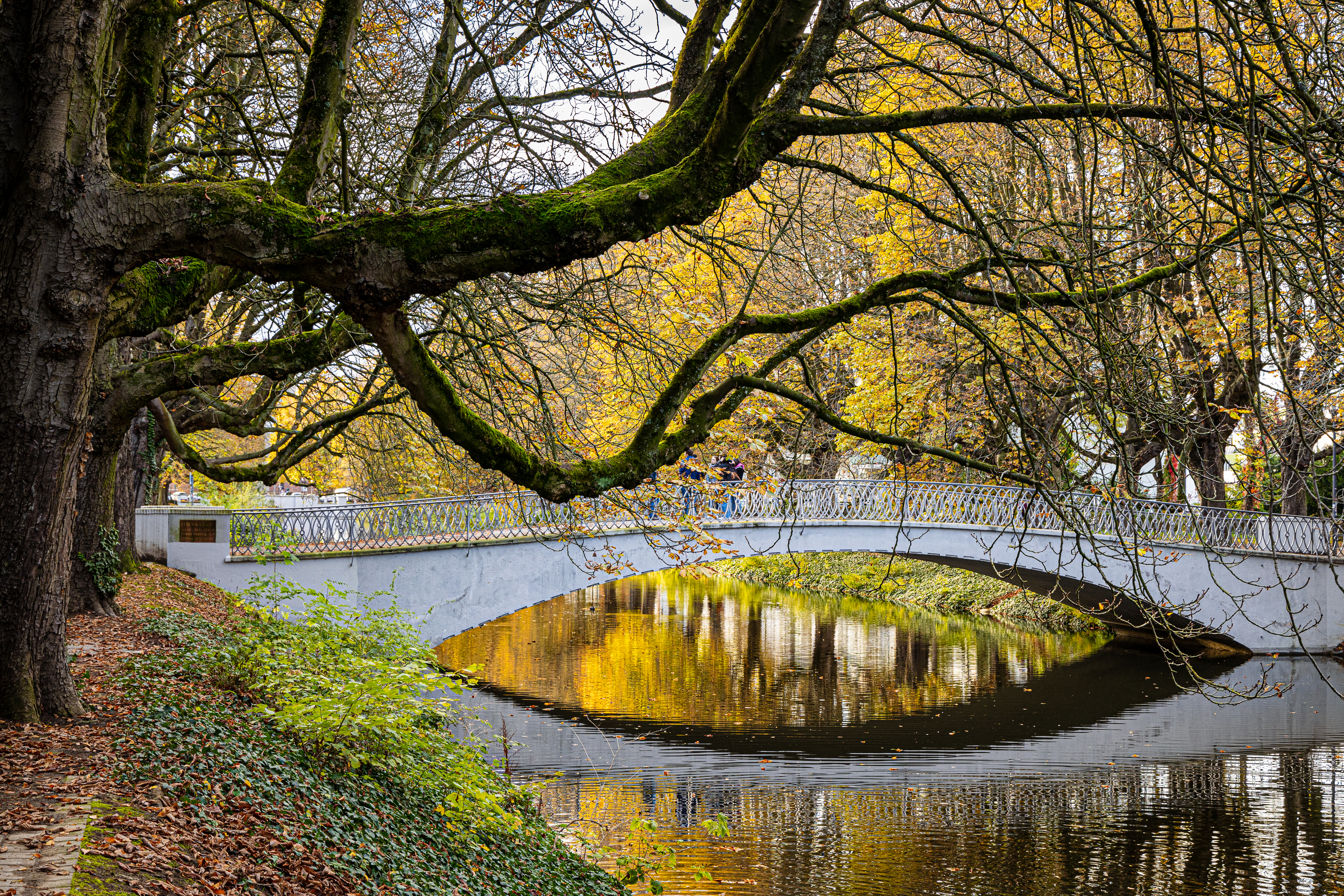
Kanalabschnitt Rautenstrauchstraße

Der Kanalabschnitt Rautenstrauchstraße, der auch Rautenstrauchkanal genannt wird, beginnt mit einem runden Wasserbecken, das von den beiden Skulpturen „Kentaur und Najade“ flankiert wird, die 1930 von Eduard Schmitz nach den Entwürfen von Georg Grasegger geschaffen wurden. Von hier führt der in drei Segmente unterteilte Kanal bis zum Stadtwaldgürtel, von dem man den Stadtwald betreten kann. Dieser Abschnitt ist mit Ahornbäumen bepflanzt und wurde 2007 mit neuen Wegdecken versehen.
Die Fauna des Kanals besteht aus Fischen, Kanadagänsen, Blesshühnern und Stockenten. Die früher dort befindlichen Schwäne wurden 2018 zum Decksteiner Weiher verbracht.

## Geschichte

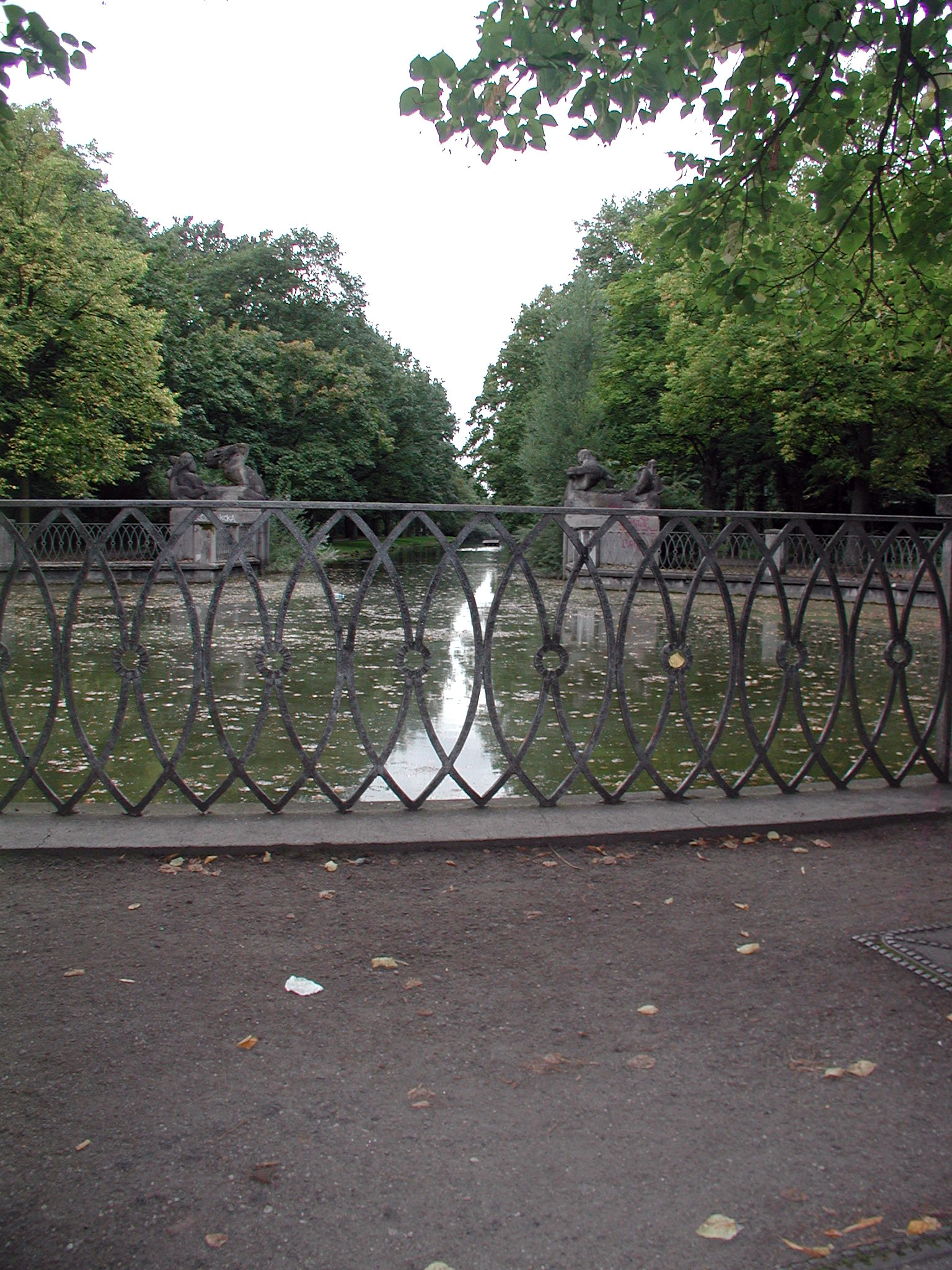
Das Wasserbecken am Karl-Schwering-Platz vor der Renovierung

Der Lindenthaler Kanal entstand aufgrund des Wunsches, eine ansehnliche Grünstraße aus der dicht bebauten Stadt dorthin zu schaffen.
Der Beauftragte Schumacher führte zu seinen Plänen aus: „Nach Westen endlich erweitert sich der Eindruck des Wasserbeckens durch eine lange, von breiten Grünstreifen umsäumte Kanalanlage. Auf der anderen Seite (wird dieser Kanal) durch eine Kirche (abgeschlossen). Die ganze, fast 600 m lange Anlage hat ungefähr die gleichen Breitenabmessungen (100 m) wie die Königsallee in Düsseldorf. Am Endpunkt, wo die Kirche liegt, weitet sich der Grünstreifen kreuzförmig aus; der südliche Arm gibt den Zusammenhang mit einem weiteren in Grün eingebetteten Wasserstreifen, der durch die Rautenstrauchstraße hindurch in den Stadtwald führt, und so dieses große Parkgebiet in das neue Grünnetz einbindet. Der nördliche Arm steht in Verbindung mit dem künftigen Park, den der jetzige Melatenfriedhof einst ergeben wird.“
Die Restaurierung des gartenbauhistorisch bedeutsamen Werks erfolgte auf Initiative und mit Unterstützung der Kölner Grün Stiftung.